# Hoplostethus fedorovi
Hoplostethus fedorovi är en fiskart som beskrevs av Kotlyar, 1986. Hoplostethus fedorovi ingår i släktet Hoplostethus och familjen Trachichthyidae. Inga underarter finns listade i Catalogue of Life.